# Debbie Callahan
Debbie Callahan è un personaggio immaginario della serie cinematografica di Scuola di polizia, interpretata da Leslie Easterbrook, e dell'omonima serie animata, dov'è doppiata da Jasmine Laurenti.

## Caratteristiche
È una degli ufficiali responsabili dell'addestramento dei cadetti e la più affascinante agente della squadra di polizia.
Conosciuta soprattutto per i suoi capelli biondi, la sua bellezza, il suo sex appeal e il suo seno da maggiorata, Debbie Callahan è una specie di versione femminile più seria di Eugene Tackleberry. A differenza del capitano Thaddeus Harris, Debbie non si mostra mai ostile verso i cadetti che addestra.
Nonostante abbia l'apparenza di una tipica ragazza facile da sottomettere, Debbie Callahan vanta grandi doti atletiche e una volontà indomabile, oltre a dimostrare spesso di essere un'esperta di combattimento corpo a corpo.
Nel primo film ha una relazione sentimentale col cadetto George Martin; nel terzo e quarto film, ha invece una relazione con il cadetto giapponese Nagata. Nel quarto e quinto film e nella serie animata diventa collega di Eugene Tackleberry.
Nel primo film è in contatto con Harris, ma successivamente, soprattutto nella serie animata, diventa collega degli agenti.
Nell'episodio della serie animata "I banditi a rotelle", ha un'amica d'infanzia che crede di essere una dei banditi, che però si rivela un agente del FBI per essere alleata con lei.